# Amazona albifrons
Amazona albifrons е вид птица от семейство Папагалови (Psittacidae).

## Разпространение
Видът е разпространен в Белиз, Гватемала, Коста Рика, Мексико, Никарагуа, Пуерто Рико, Салвадор и Хондурас.